# 小鱗假鰓鱂
小鱗假鰓鱂（学名：Nothobranchius microlepis）為輻鰭魚綱鯉齒目鰕鱂亞目鰕鱂科的其中一種，為熱帶淡水魚，分布於非洲肯亞及索馬利亞淡水流域，體長可達8公分，棲息在臨時的水塘底中層水域，生活習性不明，可作為觀賞魚。
其种加词“microlepis”意为“细鳞的”。